# Marianne Hettinger
Marianne Hettinger (* in Augsburg) ist eine deutsch-amerikanische Filmemacherin, Schauspielerin und Tänzerin.

## Leben
Geboren wurde Hettinger, die Tochter des Rechtsanwalts Gerhard Hettinger und der Gymnasiallehrerin Sibille Hettinger, in Augsburg. Sie hat zwei jüngere  Brüder. Als Kind nahm sie Klavier, Tanz und Schauspielunterricht, denn sie eiferte ihrem Idol Gene Kelly nach, den sie in seinem Film „Ein Amerikaner in Paris“ zum ersten Mal als Fünfjährige gesehen hatte. Nach dem Abitur wanderte sie in den 1980er Jahren alleine nach New York aus, um ihren Traum umzusetzen. Sie studierte Schauspiel am „National Shakespeare Conservatory“ und Tanz bei der „Merce Cunningham Dance Company“ und bekam mehrere Stipendien. Eine Modelkarriere, die ihr mit einem Vertrag von der Elite-Agentur angeboten wurde, schlug sie aus, da sie sich ganz dem Tanz und der Schauspielerei widmen wollte. Als Tänzerin wurde sie mehrere Male Profi-Meisterin in Gesellschafts- und Lateinamerikanischen Tänzen in den USA und Kanada und arbeitet als Trainerin. Als Schauspielerin war sie unter anderem in Filmen wie „Stepford Wives“ neben Nicole Kidman zu sehen und sie trat mehrere Male in der „The Late Show with David Letterman“ auf und tanzte dort mit Antonio Banderas.
2006 schrieb sie ihren ersten Spielfilm „Mango Tango“, eine Romantik-Komödie, den sie produzierte, in dem sie Regie führte und auch die Hauptrolle spielte. Hettingers Stil bewegt sich zwischen Beziehungskomödie, Satire und Tanzfilm. Der Film lief mit Erfolg und gewann den Jurypreis für den Besten Film am kalifornischen „Ventura Film Festival“ 2009, eine Nominierung für den Nachwuchs-Förderpreis am „Fünf Seen Film Festival“ 2010 und die „beste Regie“ am „Detroit Independent Film Festival“ 2010.
Die Weltpremiere von „Mango Tango“ fand im Liliom Kino in Augsburg am 5. Mai 2009. Sie traf dabei den ehemaligen Europameister im Eiskunstlauf Norbert Schramm, mit dem sie knapp ein Jahr verheiratet war. 2011 waren die beiden Ehrengäste bei New York Citys „Steubenparade“.
Norbert Schramm spielte eine männliche Hauptrolle in ihrem zweiten Film „Saint Vitus' Dance“, der 2011 am Ventura Film Festival uraufgeführt wurde und den „Honorable Mention“ Preis erhielt.
Mit „Saint Vitus' Dance“ und dem Musikfilm „Strad for Lunch“, der das New Yorker Konzertdebüt des hochbegabten Geigenvirtuosen Oscar Bohórquez dokumentiert, gastierte Hettinger am 29. Juli 2012 wieder im Liliom-Kino in Augsburg.
„Homeless in Washington“ ist ein Kurzfilm von Hettinger, der in nur zwölf Minuten düstere Seiten des kapitalistischen „Erfolgsmodells“ verdeutlicht. In Gesprächen mit Obdachlosen (geführt im Dezember 2013), die in unmittelbarer Nähe zum Weißen Haus ein Leben in beispielloser Armut führen, wird der Kontrast zwischen großer Machtfülle und noch größerer Not veranschaulicht. „Hallo New York“ ist ein von der vielseitigen Künstlerin 2013 entwickeltes TV-Format, in dem sie Interviews mit Kunstschaffenden in New York führt. Mittlerweile wurden 13 Folgen produziert, muntere Gespräche mit der Sängerin und Komponistin Ann Hampton Callaway und mit der deutschen Starsängerin Ute Lemper gezeigt.